# برایان بنر (شخصیت کمیک)
برایان بنر (به انگلیسی: Brian Banner) یک شخصیت خیالی ابرقهرمان در داستان‌های مصور انتشارات مارول کامیکس است. این شخصیت را بیل مانتلو برای اولین بار در هالک شگفت‌انگیز شماره ۲ام (۱۹۸۲) خلق کرد.

## زندگی‌نامه
برایان پدرش را یک هیولا می‌دانست و معتقد بود که او یک «ژن هیولا» را از او به ارث برده‌است، و از ترس اینکه [بنر] دیگری به دنیا بیاورد، هرگز فرزندی نخواهد داشت. در بزرگسالی، برایان با زنی به نام ربکا ازدواج کرد، دکترای خود را در فیزیک گرفت و در لوس آلاموس، نیومکزیکو، شغلی پیدا کرد که برای دولت ایالات متحده در پروژه‌ای برای توسعه روش پاکی برای ایجاد انرژی هسته‌ای کار می‌کرد. استرس شغلی او در نهایت باعث شد برایان به یک مرد معتاد الکل تبدیل شود و او اغلب اطرافیانش را سرزنش می‌کرد. یک روز در حالی که برایان در محل کار مست بود، به‌طور تصادفی درحالی که مشغول راه‌اندازی ماشین آلات محل کارش بود باعث انفجاری شد که به قیمت از دست دادن کارش تمام شد. برایان علیرغم عهدش برای بچه دار نشدن، ربکا را باردار کرد که تنها فرزندشان رابرت بروس بنر را به دنیا آورد.
برایان معتقد بود که بروس هم «ژن هیولا» و هم نقص ژنتیکی را به دلیل تصادف در لوس آلاموس به ارث برده‌است، بنابراین او را کاملاً نادیده گرفت و سعی کرد ربکا را از او دور نگه دارد. او غالباً بروس را تحت مراقبت پرستار بی‌توجهی می‌سپرد. وقتی بروس یک صبح از خواب بیدار شد و هدیه‌ای را که از مادرش گرفته بود، باز کرد دید که یک مدل پیچیده‌است و با وجود سن کمش آن مونتاژ را به راحتی باز کرد. این امر برایان را متقاعد کرد که فرضیات او در مورد بروس درست است.
او بروس را کتک زد و بعد از اینکه ربکا به کمک پسرش آمد، ربکا را نیز کتک زد. پس از تحمل چندین سال آزار برایان، ربکا سعی کرد با بروس از دست او فرار کند. برایان متوجه شد که همسر و پسرش در حال فرار هستند. و سر ربکا را به سنگ کوبید و او را در مقابل چشمان پسر کوچکشان کشت. برایان موفق شد بروس را از شهادت علیه خود در دادگاه برای قتل ربکا بازدارد و گفت که اگر این کار را انجام دهد، به جهنم خواهد رفت. بروس که ترسیده بود شهادت داد که پدرش هرگز با او یا ربکا بدرفتاری نکرده‌است، و مادرش سعی کرد بدون دلیل فرار کند. برایان به دلیل کمبود شواهد از محکومیت فرار کرد. اما بلافاصله در حالت مستی دوباره دستگیر شد، سپس به یک مؤسسه روانپزشکی رفت. در همین حال، بروس تحت مراقبت عمه خود سوزان، که اکنون به عنوان خانم دریک شناخته می‌شود، قرار گرفت.
پس از ۱۵ سال حبس، برایان، که اعتقاد بر این است که آمادگی بازگشتن به جامعه را دارد. تحت مراقبت بروس به جامعه بر می‌گردد. و او به صورت مشروط آزاد می‌شود. زندگی با بروس باعث شد که توهمات برایان دوباره شروع شود و در سالگرد مرگ ربکا، برایان و بروس در یک شب طوفانی بر سر قبر ربکا با هم درگیر شدند. در حین مبارزه، بروس به‌طور تصادفی برایان را با کوبیدن سر او به سنگ قبر ربکا کشت. بروس خاطرات زندگی برایان با او و مرگش را سرکوب کرد، و خود را به این باور رساند که او بی گناه است.
روح برایان پس از مرگ صاحبش، هالک را تحت تعقیب قرار داد و اغلب به نظر می‌رسید که به او طعنه می‌زند و بیان می‌کند که رفتار بروس بهتر از رفتار خودش نیست. یکی از داستان‌های برجسته نشان می‌دهد که جمجمه قرمز از فناوری دستکاری ذهن استفاده می‌کند تا هالک، هالک جاگرنات (برایان بنر) را به‌عنوان پدرش ببیند و از او برای حمله به قهرمانان دیگر استفاده کند، اما این نقشه شکست خورد زمانی که جوگرنات تلاش‌های هالک را ستایش کرد (چیزی که برایان واقعی هرگز انجام نداده بود).
هنگامی که بروس بنر و هالک پس از وقایع بازگشت قهرمانان با هم ترکیب شدند، بروس خود را در جهنم پیدا کرد. جایی که با چندین دشمن سابق از جمله پدرش برایان ملاقات کرد. بروس توسط برایان، لیدر و مستریو وحشتزده شد. او سرانجام در مقابل پدرش ایستاد و به او حمله و خفه کرد و سپس با تصور همسرش، بتی راس به زمین بازگردانده شد. پس از مواجهه با پدرش، آزار و اذیت بروس توسط برایان متوقف شد. وقتی بروس از بیماری اسکلروز جانبی آمیوتروفیک رنج می‌برد، آقای شگفت‌انگیز برای درمان او (بر اساس درمانی ایجاد شده توسط لیدر)، جسد برایان بنر را نبش قبر کرد تا مقداری از دی ان ای او را جمع‌آوری کند.

تبدیل شدن برایان بنر به گولت هالک

با نمونه‌های به‌دست‌آمده، آقای شگفت‌انگیز موفق شد هالک را معالجه کند و به مرد مورچه‌ای دستور داد تا نمونه‌های ژن برایان را در دی ان ای خود بنر وارد کند، با جهش انرژی که پس از بازگشت هالک به شکل انسان آزاد می‌شد. دی‌ان‌ای سالم وارد سیستم بدنی بروس بنر شد. بروس متعاقباً به زیارت قبر پدرش رفت و از سردرگمی خود دربارهٔ احساساتش نسبت به پدرش ابراز تاسف کرد و به این واقعیت اشاره کرد که اکنون با وجود مشکلات قدیمی با او، زندگی خود را مدیون آن مرد است.
در «انتقام‌جویان: ابتکار»، قهرمان تروما، که قدرت تبدیل شدن به بدترین وحشت رقیب را دارد، از پوشش برایان بنر در برابر هالک در طول جنگ جهانی استفاده کرد. بروس تلویحاً گفته‌است که کشتن پدرش در واقع یک تصادف نبوده و نشان می‌دهد که بعید است که او مرتکب چنین «اشتباهی» به‌طور غیرمستقیم در شکل انسانی محدودتر خود شود. حافظه برایان همچنین باعث شد که بروس، مبارزه خود را با پسرش اسکار متوقف می‌کند.
وقتی برایان دوباره سعی کرد ربکا را بکشد، هالک در نهایت در کنار اسکار با او مبارزه کرد. برایان از خشم هالک نسبت به او تغذیه کرد و قوی تر شد. هالک در عوض بر احساسات مثبت الهام گرفته از بقیه متحدانش تمرکز کرد و در نهایت برایان بنر را شکست داد.
برایان بنر به نوعی روحی که ساسکواچ نام دارد را در اختیار داشت و به دنیای زنده‌ها بازگشت و پس از فهمیدن اینکه پدرش پشت این موضوع است و دلیل اینکه چرا جیلبیت (عضو جوخه شورش) کنترل قدرت خود را از دست داد، نقشه برایان را از بین برد و انرژی گاما را از ساسکواچ تخلیه کرد تا او را به سمت والتر لانکوفسکی برگرداند.
این کار به قیمت به دام انداختن برایان بنر در بدن هالک انجام شد و فاش شد که روح برایان بنر توسط موجودی به نام «یکی از همه» آموزش داده می‌شد. مرد جاذب با نام مستعار سگ قرمز مقداری از انرژی گامای هالک را جذب کرد تا برایان بنر را وارد بدن هالک کند.

## قدرت‌ها و توانایی‌ها
برایان بنر دارای هوش شگفت‌انگیزی است. هنگامی که برایان بنر در طول داستان جنگ هرج و مرج زنده شد، او توانایی تبدیل شدن به ترکیبی از گولت هالک (نسخه جهش یافته برایان بنر) و مایسترو را به دست آورد. در حالی که در این حالت، برایان بنر نسبت به بروس از قدرت کمتری برخوردار بود و او را به عنوان موجودی قدرتمند می‌دانست. در شکل ارواح، برایان بنر می‌تواند موجوداتی با قدرت گاما خلق کند.